# Elatostema purpurascens
Elatostema purpurascens är en nässelväxtart som beskrevs av R.S.Beaman och Cellin.. Elatostema purpurascens ingår i släktet Elatostema och familjen nässelväxter. Inga underarter finns listade i Catalogue of Life.